# 運興泰集團
運興泰集團控股有限公司，簡稱運興泰集團控股和運興泰集團（英語：Winning Tower Group Holdings Limited，港交所：8362），在2004年，由主席黎景華及其投資者，於總部香港成立「運興泰有限公司」。業務在全球經營食品的加工及貿易業務。
股份在2017年6月30日於港創業板上市。招股價為0.18至0.22港元之間，發行新股為3.5億股，集資額為3850萬港元，用作收購一間新廠房以作為新冷藏庫。

## 連結
- wtgl.hk （页面存档备份，存于）